# 法布雷加峰
法布雷加峰（Cerro Fábrega）是巴拿馬的山峰，位於該國西北部，處於博卡斯德爾托羅省，屬於巴拿馬中部山脈的一部分，毗鄰哥斯達黎加邊境，海拔高度3,336米。
9°07′25″N 82°53′32″W / 9.1236551°N 82.8921194°W